# یواس‌اس لوی (دی‌ئی-۱۶۲)
یواس‌اس لوی (دی‌ئی-۱۶۲) (به انگلیسی: USS Levy (DE-162)) یک کشتی بود که طول آن ۳۰۶ فوت (۹۳ متر) بود. این کشتی در سال ۱۹۴۳ ساخته شد.